# Djen
Djen est une divinité de l'assemblée divine du 21e porche, dans le livre des portes.